# Virtus (storia romana)
Nella società dell'antica Roma, il termine virtus designava la condizione o la qualità del vir, cioè dell'uomo che, tramite le sue azioni, manifestava il suo valore.

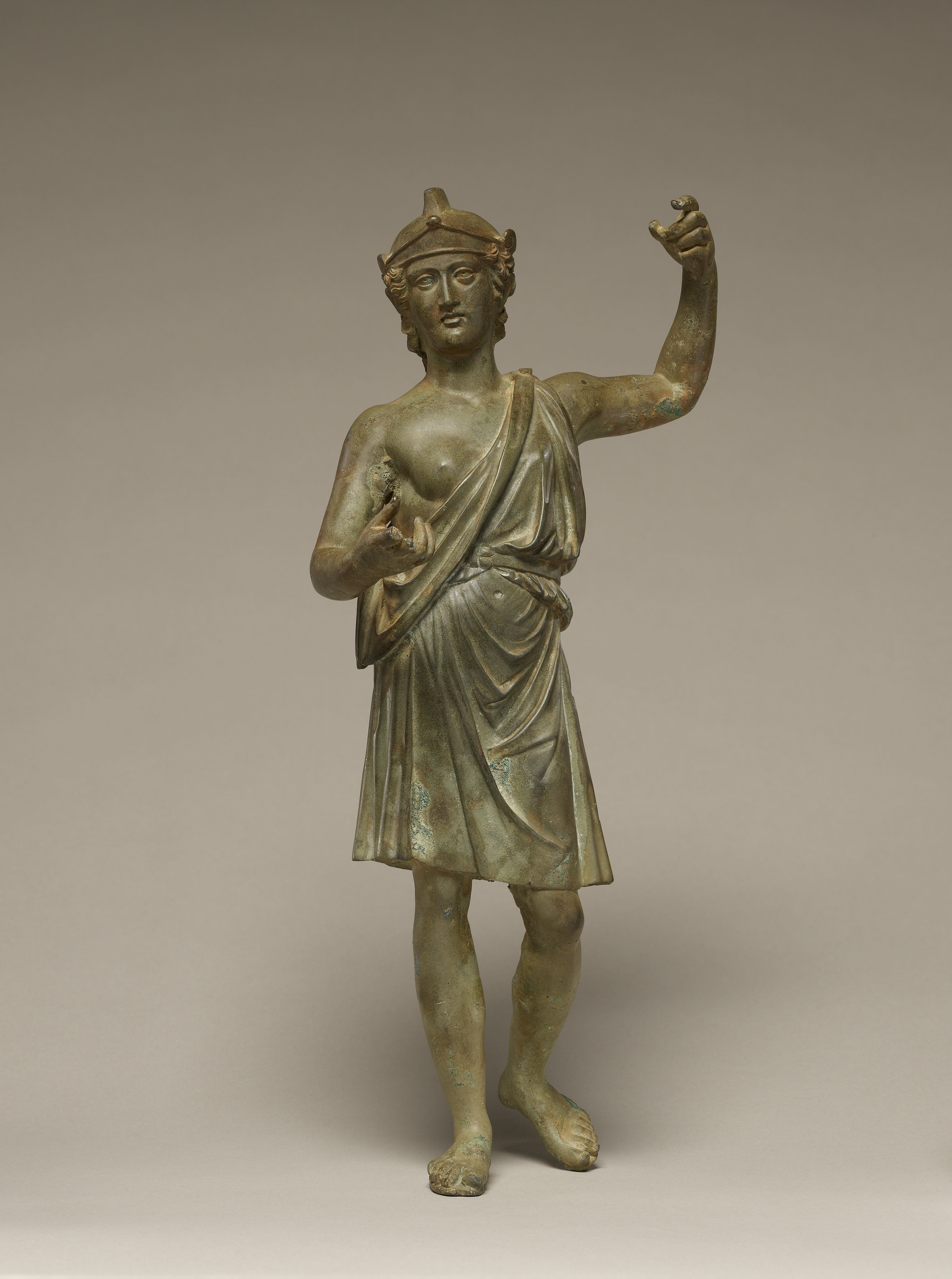
Statuetta romana in bronzo, personificazione della Virtus, oppure della dea Roma.

## Età repubblicana
Nell'età repubblicana la nuova struttura di potere, per coloro che si mostrano eminenti all'interno della società, è la nobilitas. Tale ceto sociale ha sempre avuto come fondamento principale la virtus, in quanto la superiorità della famiglia nobile è confermata dalle capacità personali. L'intera struttura della repubblica poggia sulle virtù, dalla sfera politica a quella religiosa, e quest'ultima riprende determinati concetti astratti, quali virtus, fides, pietas ecc., per poi personificarli come divinità a cui dedicare templi e culti. La virtù è dunque riconosciuta in questo periodo storico come unico e sommo bene di cui l'uomo può godere, a prescindere dall'altalenante presenza della fortuna. Su questa linea di pensiero si inserisce Marco Tullio Cicerone, il quale dona un potere determinante alla virtù soprattutto nella sua opera filosofica Tusculanae disputationes. Negli ultimi due libri dello scritto ciceroniano, l'autore esalta la virtù quale condizione di equilibrio, di armonia dell'anima, che conduce l'uomo alla coerenza delle opinioni e alla stabilità.
Cicerone si esprime a tal proposito affermando:
(Marco Tullio Cicerone, Tusculanae disputationes, BUR, Milano, 2011, cit., p. 387)
«La virtù - secondo il pensiero ciceroniano - basta da sola a garantire la felicità», ma d'altro canto tale stato d'animo non è raggiungibile da qualsiasi essere umano, in quanto i vitia, i moti turbolenti dell'anima sono facilmente perseguibili, quindi solo il sapiente, dotato di razionalità assoluta, può disporre della virtù e allontanarsi dalle passioni, dalle paure.
(Marco Tullio Cicerone, Tusculanae disputationes, BUR, Milano, 2011, cit., p. 461.)
Il contraltare della virtus è il dolore, in quanto per mezzo di esso il vir si indebolisce, la grandezza dell'anima svanisce e di conseguenza viene meno la felicità dell'uomo equilibrato e saggio.
Cicerone pone i suoi studi filosofici al servizio dello Stato e del popolo, introducendo l'immagine del princeps. Il princeps ciceroniano è colui che ricava la summa auctoritas dalla virtù, cioè dal suo merito personale, dalle sue capacità morali, e il suo ruolo è quello di porre queste qualità a favore della respublica. Tale pensiero raggiunge il suo completo esercizio dall'avvento di Ottaviano, principe restauratore, che riprende le ideologie repubblicane e le introduce in un'innovativa struttura civica.

## Età imperiale
Mentre nell'età repubblicana le virtutes personali sono state la modalità dell'autorappresentazione nobiliare, dal I secolo, e in particolar modo dall'impero di Ottaviano, le virtutes personali vengono messe al servizio della salus reipublicae; la virtù privata, dunque, non è più considerata solo come un concetto astratto, ma rispecchia il nuovo volto dell'esercizio politico.
La virtus augustea è così celebrata tramite documenti ufficiali, monete, encomi letterari, ma soprattutto attraverso lo scudo aureo dedicato all'imperatore nel 29 dal Senato e dal popolo romano, su cui sono trascritte le sue virtù cardinali: virtus, clementia, iustitia, pietas.
“…et clupeus aureus in curia Iulia positus, quem mihi senatum populumque Romanum dare virtutis clementiaeque iustitiae et pietatis causa testatum est per eius clupei inscriptionem”.
Le virtù stoiche, appartenenti alla tradizione arcaica romana, si manifestano al di fuori dello scudo, come segni distintivi del principe, e permettono lo sviluppo delle res expetendae, vale a dire l'incremento di tutto ciò che è necessario per favorire il miglioramento della civitas; in tal modo i valori individuali sono maggiormente rivolti alla sfera politica.  Il concetto di virtù è punto focale della società romana anche nel passaggio ad una nuova modalità di successione, la quale prevede l'adozione dell'optimus princeps, vale a dire dell'uomo migliore tra tutti i cittadini.
Traiano è stato il primo imperatore ad inaugurare il sistema del principato adottivo e la sua successione è testimoniata dal panegirico di Plinio il Giovane, il quale elogia il sovrano, sia sul piano dei mores, esaltandone le virtù, sia sul piano politico, come personaggio che ha utilizzato il suo valore come mezzo efficace per garantire la salus publica.
Il patrimonio concettuale del termine “virtus” segna, in conclusione, quella che è stata la tradizione etica propria del mondo civico romano, infatti fino alla caduta dell'Impero Romano d'Occidente (476), l'ideologia di virtù persiste non solo tra gli imperatori, ma anche tra i cittadini per accedere alle più elevate cariche pubbliche.